# ابات
ابات (به لاتین: Abat) در آلبانی است که در شهرستان شکودر واقع شده‌است.